# Barutna kula u Rigi
Barutna kula (latvijski: Pulvertornis) u Rigi je jedna od kula koje su formirale nekadašnje gradsko utvrđenje. Nekada poznata kao Kula pijeska, datira iz 14. stoljeća. Nekoliko puta je obnavljana, a današnji izgled dobiva tijekom 17. stoljeća. U njoj se od tada čuvao barut, pa od toga i ime.
Postavka vojnog muzeja našla je 1919. godine svoje mjesto u kuli, ali je tek 1937. godine izgrađen dodatni dio, u kojem se i danas nalazi vrlo zanimljiv i obiman izložbeni materijal.

## Vanjske poveznice
- Pulvertornis (let.) (engl.) (rus.)